# 钮传善

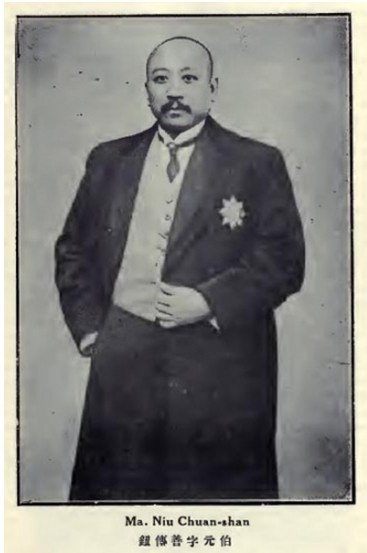

钮传善（1875年—1941年），字元伯，江西九江人，清末及中华民国政治人物。

## 生平
钮传善是清朝優貢，后曾赴日本留学。归国后，他历任四川省德阳县知县、华阳县知县、冕宁县知县、天津海关道，邛州直隶州知州、重庆府知府。在任重庆府知府期间，他在光绪年间被四川总督赵尔巽、锡良视为其同僚中最为擅长处理复杂问题者。他先后帮这两位总督兴办学堂、工厂，创建警察系统，以及推动地方自治。钮传善所著有关府和城市实行宪政的书获荐御览，这令钮传善在中国全国知名。经云贵总督李经羲推荐，钮传善被任命为云南省丽江府知府。但1911年他启程赴任前，辛亥革命爆发，他仍任原职，并掌握了川东道军政大权。他是第一批对清廷宣布独立的官员之一，从而在辖区保持了和平稳定。
中华民国成立后，自1913年1月至11月，他任九江关监督。1913年8月至11月，他兼任赣北观察使。1913年二次革命中，江西都督李纯 (民国)同革命党人李烈钧发生冲突，江西失去了最高统治者。钮传善在一段时间内成为该省的负责人。1914年2月，他署陕中道观察使，任至同年4月改署陕西省国税厅筹备处处长兼陕西省行政公署财政司司长。1914年5月，上述两个部门合并为陕西省财政厅，他改任陕西省财政厅厅长。1914年7月至10月，他署陕西省巡按使。1914年12月，他正式离开财政岗位。在钮传善署陕西省巡按使期间，陕西将军陆建章通过鼓励陕西省内的鸦片运输和罂粟种植而获利。钮传善因此而获得了好评。1915年7月，钮传善被北京的北洋政府任命为代理财政部次长。不久，全国烟酒公卖局成立，钮传善任首任总办。该局全部规章和组织均为钮传善个人创制。不到半年，烟酒公卖系统便在全国获得稳步推广，国家岁入增加数千万。钮传善的计划是使烟、酒均由政府公卖。他在北京建立了烟酒银行以方便财政安排，并筹备在上海成立烟叶厂以和进口烟叶竞争。根据他的规划，他准备在十年内使政府在烟酒公卖上的收入赶上在盐业上的收入。但是在任职三年之后，他被免职了。1921年6月他重新被任命为财政次长。1921年11月，他辞职了，因为他认为他的计划不可能有机会实现了。此后他投身实业，不再愿意涉及政治。1927年大革命之后，他到天津租界居住。
1936年1月，他出任冀察政务委员会经济委员会委员。抗日战争爆发后，在日军占领天津后，1937年8月他出任天津市治安维持会委员。后来他曾任日本统治下的天津市社会局局长，并一度兼代教育局事宜。

## 家庭
- 子：钮先铭
- 子：钮先钟